# Engelbert Groß
Engelbert Groß (* 22. Dezember 1938 in Gladbach (Vettweiß); † 1. November 2020 in Eichstätt) war ein deutscher Religionspädagoge, römisch-katholischer Priester und Theologe sowie Autor.

## Leben
Engelbert Groß studierte Philosophie, Katholische Theologie und Erziehungswissenschaft an der Rheinischen Friedrich-Wilhelms-Universität Bonn, Albert-Ludwigs-Universität Freiburg, Universität Graz und Universität zu Köln mit Staatsprüfungen für das Lehramt am Gymnasium (Magister Theologiae (Mag. theol.)) und Promotion zum Dr. theol. Er war als Seelsorger im Bistum Aachen vier Jahre Pfarrseelsorge im Aachener Kohlerevier tätig, anschließend 19 Jahre als Schulseelsorger und Gymnasiallehrer am Niederrhein. Zehn Jahre lang hatte er einen Lehrauftrag an der Universität zu Köln an der Fakultät für Heilpädagogik inne.
Von 1987 bis 2004 war er Lehrstuhlinhaber für Didaktik der Religionslehre, für Katechetik und Religionspädagogik an der Theologischen Fakultät der Katholischen Universität Eichstätt-Ingolstadt. Von 1999 bis 2001 war er Dekan der Fakultät. Von 2000 bis 2003 hatte er das Amt des Sprechers der katholischen Religionspädagogen an bayerischen Universitäten inne. Er lehrte außerdem als Gastdozent an der Fakultät der Orthodoxen Theologie an der Universität Sofia sowie an der Fakultät der Griechisch-Katholischen Theologie an der Babeș-Bolyai-Universität Cluj.
Engelbert Groß verstarb am 1. November 2020 in Eichstätt.

## Wirken
1990 war er Initiator der studentischen Lernreise nach Senegal Religionsunterricht – Mission – Dritte Welt und 1999 Initiator des Internationalen Religionspädagogischen Kongresses zum Millennium Weltkirche erleben – voneinander lernen – Erde bewohnbar machen mit mehr als 400 Referenten und Teilnehmer aus der ganzen Welt. 2003 organisierte er das religionspädagogische Symposium Schmerz und Sehnsucht von Kindern und Jugendlichen als didaktischer Suchschlüssel für religionspädagogische Thematisierungen.
2019 wurde er von der philippinischen Organisation „Kinder der Mutter Erde“  mit ihrem «Laudato Si'-Award» ausgezeichnet. Mit privaten finanziellen Mitteln setzte er sich für ein Projekt der Wiederaufforstung einer 7,5 Hektar großen Fläche im Osten von Manila mit mehreren tausend Bambus-Setzlingen ein.

## Schriften (Auswahl)
- Christus an den Rändern und Kanten. Aufzeichnungen in Dritten Welten. Mainz, Aachen 2012, ISBN 978-3-8107-0127-5.
- Müllbergkinder malen die Welt. Spirituelle und politische Lerngeschichten (= Glauben und leben. Band 64). LIT, Berlin/Münster 2013, ISBN 978-3-643-12164-6.
- Kunst, Theologie und Pädagogik für Eine-Welt-Arbeit. Impulse aus dem Projekt „Die Lieder der Müllbergkinder“ (= Forum Religionspädagogik interkulturell. Band 26). LIT, Berlin/Münster 2014, ISBN 978-3-643-12595-8.
- Blumen im Abfall. In dritten Welten Segen finden (= Theologische Orientierungen. Band 18). LIT, Berlin/Münster 2014, ISBN 978-3-643-12394-7.
- Kinderknast und Mangofrucht. Glaube auf Reisen auf den Philippinen (= Theologische Orientierungen. Band 22). LIT, Berlin/Münster 2016, ISBN 3-643-13202-6.
- Oasen der verwüsteten Kinder. „Drama“-Theologie exemplarisch. Text und didaktische Hinführung (= Theologische Plädoyers. Band 7). LIT, Berlin/Münster 2016, ISBN 978-3-643-13534-6.
- Der Laudato si'-Pakt für Erziehung und Bildung, LIT, Berlin/Münster 2020, ISBN 978-3-643-14706-6.